# Sant'Agata del Bianco
Sant'Agata del Bianco är en ort och kommun i storstadsregionen Reggio Calabria, innan 2017 provinsen Reggio Calabria, i regionen Kalabrien i Italien. Kommunen hade 600 invånare (2017).